# دانييل هيني
دانييل هيني (بالإنجليزية: Daniel Henney)‏ هو عارض وممثل أمريكي، ولد في 28 نوفمبر 1979 في الولايات المتحدة.

## أعمال[5]

### أفلام
| العام | الفيلم                   |
| ----- | ------------------------ |
| 2006  | إغراء الرجل المثالي      |
| 2007  | والدي                    |
| 2009  | رجال-إكس الأصول: وولفرين |
| 2012  | بابا(فيلم كوري)          |
| 2012  | شانغهاي تنادي            |
| 2013  | الموقف الأخير            |
| 2014  | الأبطال الستة            |
| 2019  | المال(فيلم كوري)         |

### مسلسلات
| العام     | المسلسل                 |
| --------- | ----------------------- |
| 2005      | محبوبتي سام سون         |
| 2012-2013 | هاواي فايف أو           |
| 2014      | ريفلوشن                 |
| 2014      | إن سي آي إس: لوس أنجلوس |
| 2015-2020 | عقول إجرامية            |
| 2017-2019 | الأبطال الستة: المسلسل  |

## وصلات خارجية
- دانييل هيني على موقع IMDb (الإنجليزية)
- دانييل هيني على موقع ألو سيني (الفرنسية)
- دانييل هيني على موقع أول موفي (الإنجليزية)
- دانييل هيني على موقع قاعدة بيانات الأفلام السويدية (السويدية)
- دانييل هيني على موقع قاعدة بيانات الفيلم (الإنجليزية)
- دانييل هيني على موقع كينوبويسك (الروسية)